# Nazionale maschile di calcio della Norvegia
La nazionale di calcio della Norvegia (in norvegese Norges herrelandslag i fotball o Det norske herrelandslaget i fotball) è la selezione di calcio che rappresenta la Norvegia ed è controllata dalla NFF.
Conta tre partecipazioni alle fasi finali del campionato del mondo (1938, 1994, 1998), dove il miglior risultato sono due ottavi di finale raggiunti nel 1938 e nel 1998, e una partecipazione al campionato europeo (2000), dove non è andata oltre il primo turno. Conta anche un bronzo olimpico, ottenuto nel 1936.
È l'unica nazionale al mondo a non aver mai perso contro il Brasile: in quattro partite con i verdeoro ha totalizzato 2 vittorie e 2 pareggi.
Nella classifica mondiale della FIFA, istituita nell'agosto 1993, vanta quale miglior piazzamento il 2º posto, occupato nell'ottobre 1993 e da luglio ad agosto 1995, mentre il peggiore piazzamento è l'88º posto del luglio 2017. Occupa attualmente la 48ª posizione della graduatoria.

## Storia
La Norvegia ottenne buoni risultati nella seconda metà degli anni '30. Alle Olimpiadi 1936 batté la Germania padrona di casa vinse il bronzo classificandosi terza, dietro l'Italia e l'Austria. Gli stessi azzurri, nel 1938, eliminarono la squadra (2-1 dopo i tempi supplementari) al debutto in un Mondiale.
Seguì un lungo periodo di lontananza dai massimi palcoscenici: dal secondo dopoguerra sino agli anni '80 la Norvegia fu una delle nazionali più deboli d'Europa, mancando ogni qualificazione a Europei o Mondiali e spesso concludendo i gironi di qualificazione agli ultimi posti.

### Anni ottanta

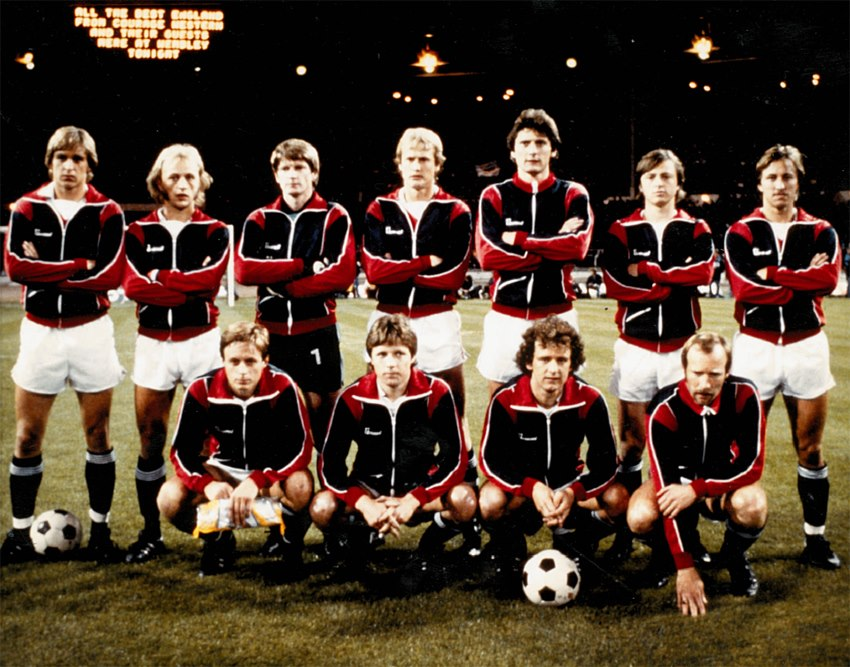
La nazionale norvegese in campo nel 1980

Gli anni '80 iniziarono con una vittoria contro la Bulgaria, un largo successo per 6-1 contro la Finlandia (con quattro gol di Pål Jacobsen) e una vittoria contro la Svizzera in una gara di qualificazione al campionato del mondo 1982. L'entusiasmo non si spense neanche dopo la sconfitta per 4-0 del 1980 contro l'Inghilterra.
La prospettiva di qualificazione a Spagna 1982 svanì dopo le sconfitte di misura patite nella primavera del 1981 contro Ungheria e Romania. Il 9 settembre 1981, contro l'Inghilterra all'Ullevaal Stadion, la Norvegia volle riscrivere la storia. Fino ad allora aveva sempre perso contro gli inglesi (5 sconfitte in altrettante partite ufficiali, con 2 gol fatti e 24 subiti). Malgrado lo sfavore dei pronostici, la squadra scandinava, guidata da Tom Lund e dal giovane Hallvar Thoresen, che avevano saltato la partita di andata a Wembley l'anno prima, ritrovò slancio. L'iniziale gol di Bryan Robson portò in vantaggio gli inglesi, ma a metà del primo tempo la Norvegia trovò il pari con un cross di Tom Lund che finì in rete senza essere toccato da Roger Albertsen, a cui fu comunque assegnato il gol. Il gol del vantaggio norvegese arrivò prima della fine della prima frazione e portò la firma di Hallvar Thoresen. Nel secondo tempo, nonostante la pressione inglese, il risultato non cambiò e i norvegesi portarono a casa una storica vittoria, sebbene inutile ai fini della qualificazione al Mondiale spagnolo.
Lund si ritirò dalla nazionale alla fine del 1982, non prima di aver segnato un gol, il primo dell'incontro, nella partita vinta per 3-1 contro la Jugoslavia e valida per le qualificazioni al campionato d'Europa 1984. Gli altri gol della gara furono di Økland e Åge Hareide. A metà delle eliminatorie i norvegesi parvero avere ottime chance di qualificarsi per la fase finale dell'Europeo, ma il ritiro di Lund pesò: la squadra ottenne un solo punto in classifica nelle restanti partite e restò ancora una volta fuori dalla fase finale della rassegna continentale.
La nazionale olimpica norvegese terminò poi al terzo posto il girone di qualificazione alle Olimpiadi del 1984, dietro Polonia e Germania Est. Malgrado il piazzamento sfavorevole, il boicottaggio delle Olimpiadi di Los Angeles deciso dal blocco orientale fece sì che la Norvegia subentrasse al posto dei tedeschi orientali. La Norvegia esordì contro il Cile e pareggiò senza reti, poi perse di misura contro la Francia e batté inutilmente per 2-0 il Qatar, rimanendo fuori al primo turno. Durante il torneo si misero in luce Per Egil Ahlsen, Terje Kojedal, Tom Sundby e il portiere Erik Thorstvedt, che sarebbero divenute colonne della nazionale negli anni a venire.
A metà degli anni '80 la Norvegia ottenne altri risultati deludenti. Rimane comunque negli annali una vittoria per 2-1 del settembre 1985 contro gli italiani, per altro detentori del titolo mondiale, in amichevole allo stadio Via del mare di Lecce. Qualche settimana dopo il successo di Lecce, la Norvegia perse per 5-1 in casa contro la Danimarca in una partita di qualificazione al campionato del mondo 1986. Nella primavera del 1986 la Norvegia batté in amichevole anche i futuri campioni del mondo dell'Argentina per 1-0 all'Ullevaal Stadion.
Dopo la mancata qualificazione a Messico 1986, la Norvegia rimase fuori anche dal campionato d'Europa 1988.

### Anni novanta
Nell'ottobre 1990 il C.T. Ingvar Stadheim si dimise dopo un brutto inizio delle qualificazioni al campionato d'Europa 1992. Gli subentrò il C.T. dell'Under-21 Egil "Drillo" Olsen, il cui approdo segnò l'inizio di un'epoca di soddisfazioni per la nazionale norvegese.
All'inizio degli anni '90 il movimento calcistico norvegese non poteva contare su moltissimi talenti, ad eccezione del difensore Rune Bratseth e del portiere Erik Thorstvedt, star di livello internazionale. Attorno a questi due elementi l'allenatore costruì una squadra solida, che includeva anche giovani quali Øyvind Leonhardsen, Stig Inge Bjørnebye, Lars Bohinen ed Erik Mykland.
Il 5 giugno 1991, contro l'Italia, la Norvegia colse un'importante vittoria per 2-1, con reti di Bohinen e Tore André Dahlum. Sebbene la squadra non riuscì a qualificarsi per Euro '92, rimase in lotta per un posto nella fase finale sino alla fine, concludendo il girone al terzo posto dietro l'Unione Sovietica e gli azzurri di Azeglio Vicini.
Verso la fine della campagna di qualificazione europea Olsen richiamò in nazionale il centrocampista Kjetil Rekdal, rimasto fuori dalla squadra per più di due anni dopo una serie di prestazioni negative in Bundesliga. Rekdal sarebbe divenuto una delle colonne della nuova nazionale nel decennio a venire.
In vista delle qualificazioni al campionato del mondo 1994 la Norvegia fu inserita nel gruppo di Inghilterra, Paesi Bassi, Polonia e San Marino. Malgrado fosse sfavorita dai pronostici, la nazionale scandinava riuscì a centrare la qualificazione. Esordì con una vittoria casalinga per 10-0 contro i sammarinesi e con un altro successo contro i favoriti olandesi. Proseguì con una vittoria 0-2 contro San Marino a Serravalle. Il pareggio in trasferta contro gli inglesi, grazie ad un gol dalla distanza di Rekdal, valse alla squadra di Olsen un altro importante punto in classifica. Nel 1993 arrivarono altre vittorie, una per 3-1 contro la Turchia e una per 2-0 contro l'Inghilterra. A Rotterdam i norvegesi fermarono sullo 0-0 i Paesi Bassi e il 13 ottobre ottennero la certezza aritmetica dell'approdo negli Stati Uniti sconfiggendo per 3-0 la Polonia a Poznań, con gol di Jostein Flo, Jan Åge Fjørtoft e Ronny Johnsen. Dal 1938 la Norvegia non raggiungeva la fase finale di un Mondiale. Nel ranking FIFA dell'ottobre 1993 la Norvegia si issò addirittura al secondo posto, alle spalle del Brasile.
Dopo l'iniziale vittoria contro il Messico (gol di Rekdal, subentrato dalla panchina), nella fase finale di Stati Uniti 1994 la Norvegia uscì sconfitta per 1-0 dalla seconda partita contro l'Italia (che giocò per larga parte dell'incontro in dieci uomini). Tutte le squadre del girone si trovavano a quota tre punti in classifica. Per qualificarsi al turno successivo ai norvegesi sarebbe bastato vincere contro l'Irlanda o anche pareggiare nel caso in cui la partita tra Messico e Italia non fosse finita in parità. Lo 0-0 contro gli irlandesi, unito al pareggio (1-1) tra Italia e Messico, volle dire per i norvegesi eliminazione al primo turno.
Durante le eliminatorie dell'Europeo di Inghilterra 1996 la Norvegia parve ben avviata verso la qualificazione, ma due sconfitte nelle ultime due partite contro Rep. Ceca e Paesi Bassi provocarono l'eliminazione. Bratseth e Thorstvedt si erano entrambi ritirati ed erano stati sostituiti rispettivamente con Henning Berg e Frode Grodås.
Nelle qualificazioni al campionato del mondo 1998 fecero la loro comparsa in squadra i giovani Tore André Flo e Ole Gunnar Solskjær. Solskjær segnò una doppietta nella vittoria per 5-0 contro l'Azerbaigian e fu in seguito acquistato dal Manchester Utd. Flo conobbe la ribalta quando segnò due gol nella prestigiosa vittoria per 4-2 contro il Brasile all'Ullevaal Stadion, nel 1997, in amichevole. La Norvegia si assicurò la partecipazione a Francia 1998 con due partite ancora da giocare, battendo per 4-0 la Finlandia alla terzultima giornata del proprio girone. Per la prima volta nella sua storia la compagine scandinava ottenne dunque due qualificazioni consecutive alla fase finale dei Mondiali.
Nelle prime partite disputate nella fase finale, in Francia, la Norvegia non impressionò. Pareggiò, infatti, contro Marocco e Scozia, presentandosi all'ultima partita contro il Brasile con l'obbligo di vincere. Il 23 giugno 1998 allo stadio Vélodrome di Marsiglia andò in scena la partita più memorabile della storia del calcio norvegese. Bebeto portò in vantaggio i brasiliani dopo 78 minuti di gioco e la Norvegia parve ormai fuori dai giochi. In pochi minuti, però, Flo riuscì a pareggiare e a due minuti dalla fine ottenne un calcio di rigore. Sul dischetto si presentò Rekdal, che realizzò il rigore, dando una grande gioia ad un'intera nazione. Le due vittorie ottenute contro il Brasile (l'amichevole del 1997 e la partita di Francia '98) rendono la Norvegia l'unica formazione a non aver mai perso contro i verde-oro, contro cui la Norvegia ha anzi un bilancio positivo. Agli ottavi di finale, contro l'Italia, un gol di Christian Vieri eliminò gli scandinavi, mettendo fine ad una loro striscia di imbattibilità di 17 partite consecutive.

### Anni duemila
Dopo le dimissioni di Olsen, sulla panchina della nazionale arrivò Nils Johan Semb, che inserì in nazionale giocatori di valore quali Steffen Iversen, John Carew e John Arne Riise.

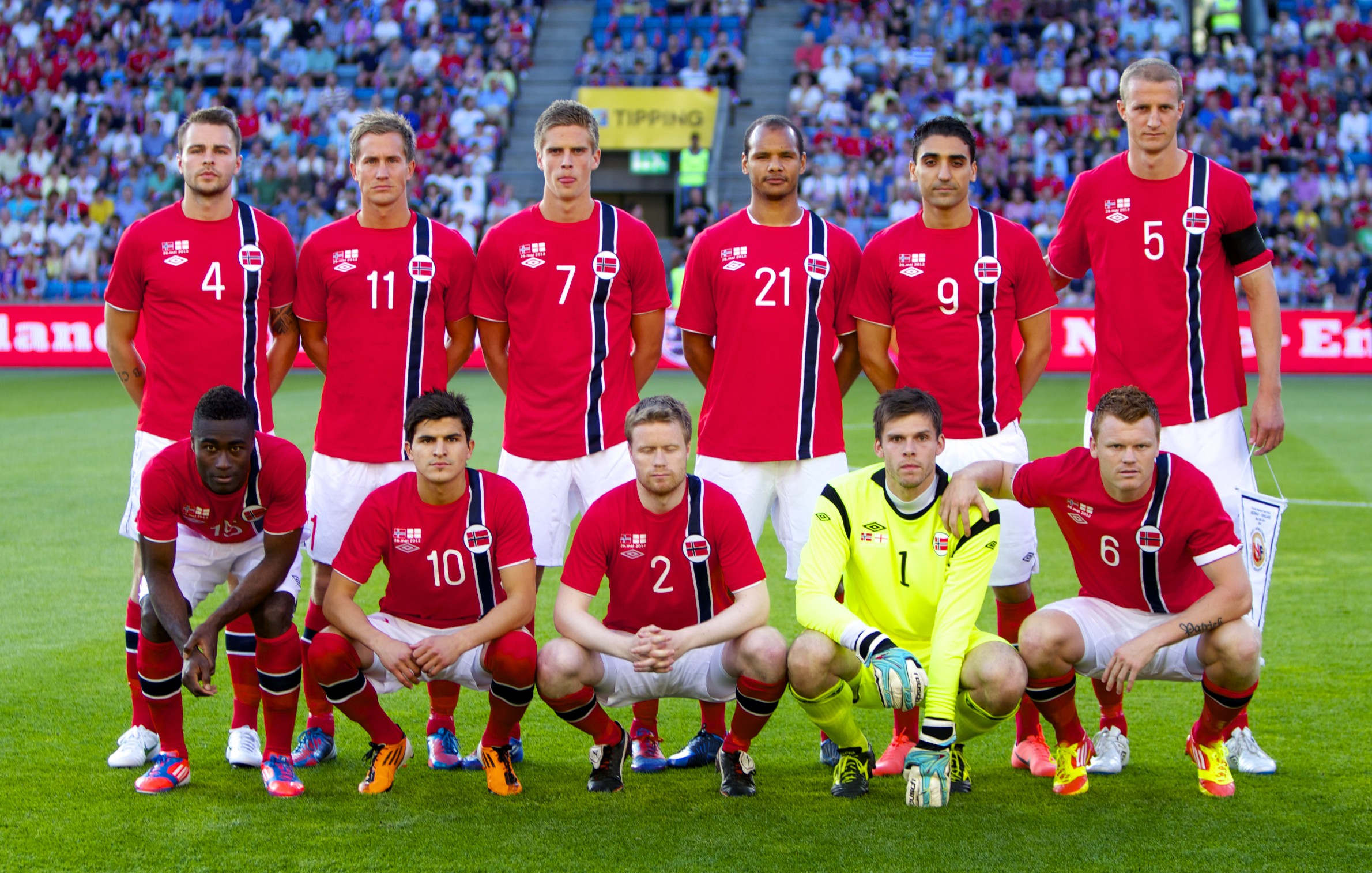
Formazione della Norvegia in un incontro con l' (maggio 2012)

Dopo un inizio incerto, la Norvegia inanellò ben sette vittorie consecutive nelle qualificazioni e staccò il biglietto per la fase finale di Euro 2000, vincendo il girone con 8 punti di vantaggio sulla Slovenia seconda in classifica e con un bilancio lusinghiero di 8 vittorie, un pareggio e una sconfitta. In Belgio e Paesi Bassi la squadra di Semb uscì, però, al primo turno: dopo un buon esordio (vittoria per 1-0 sulla Spagna), fu battuta dalla Jugoslavia per 1-0 e pareggiò senza reti l'ultima partita contro la Slovenia. Ai norvegesi sarebbe bastato il pari per qualificarsi solo se la Spagna non avesse vinto contro la Jugoslavia e questa eventualità sembrava sul punto di verificarsi, dato che la Jugoslavia conduceva per 3-2 la sua partita al novantesimo minuto di gioco. Due gol spagnoli al quarto e al quinto minuto di recupero del secondo tempo ribaltarono, però, il punteggio e le sorti della Norvegia, che con la vittoria degli iberici concluse il girone al terzo posto (a pari punti con la Jugoslavia, ma svantaggiata dallo scontro diretto) e uscì dal torneo.
L'infausto avvio delle eliminatorie del campionato del mondo 2002 (un solo punto dopo cinque partite) mise nell'occhio del ciclone Semb, che tuttavia rimase in carica per tutta la durata della campagna di qualificazione, conclusasi con un deludente quarto posto nel girone da sei squadre, alle spalle di Polonia, Ucraina e Bielorussia. Malgrado le critiche, Semb rimase in carica anche per l'inizio delle qualificazioni al campionato d'Europa 2004, che la Norvegia chiuse al secondo posto nel suo raggruppamento, ad un punto dalla Danimarca capolista e a pari punti dalla Romania, su cui i norvegesi ebbero la meglio per via degli scontri diretti, accedendo così ai play-off. Contro la favorita Spagna gli uomini di Semb persero per 2-1 in trasferta e per 3-0 in casa nella partita di ritorno all'Ullevaal. Il CT si dimise dopo l'eliminazione.
Nel gennaio 2004 Semb fu rimpiazzato da Åge Hareide, reduce dalla vittoria del campionato alla guida del Rosenborg. La squadra vinse sei partite di fila, sebbene contro avversari modesti. Nel girone di qualificazione al mondiale 2006, complice una sconfitta con la Scozia, la Norvegia si piazzò seconda nel girone (ancora dietro gli azzurri) e nello spareggio per accedere alla fase finale del mondiale venne battuta dalla Rep. Ceca con un doppio 1-0.
L'8 dicembre 2008, dopo un anno solare senza vittorie, Hareide si dimise e fu sostituito, il 14 gennaio 2009, dal rientrante Egil Olsen, che esordì nuovamente alla guida della nazionale l'11 febbraio seguente, in una partita amichevole vinta per 0-1 in casa della Germania. Drillo guidò i suoi al secondo posto nel girone di qualificazione al campionato del mondo 2010 dominato dai Paesi Bassi, chiudendo con 10 punti, a pari merito con la Scozia, ma con una migliore differenza reti. Il piazzamento non fu tuttavia sufficiente per accedere agli spareggi per la qualificazione al mondiale, perché la Norvegia risultò la peggiore delle nove seconde classificate nei gironi UEFA e fu dunque l'unica seconda a rimanere fuori dalla fase successiva. Malgrado l'insuccesso, nel novembre 2009 Olsen prolungò il proprio contratto con la federazione sino alla fine delle qualificazioni al campionato d'Europa 2012 e fu annunciato contestualmente che il testimone sarebbe poi passato a Ståle Solbakken.
Malgrado l'ottimo inizio delle eliminatorie di Polonia-Ucraina 2012, con tre vittorie consecutive (per 1-2 a Reykjavík contro l'Islanda, per 1-0 in casa contro il Portogallo e per 1-2 in casa di Cipro), la Norvegia incappò in una serie di risultati negativi, iniziata con una sconfitta (2-0) in casa della Danimarca, che consentì ai portoghesi di superare la nazionale di Olsen al primo posto del girone per una migliore differenza reti. Il girone alla fine fu vinto dai danesi, mentre fu proprio la differenza reti sfavorevole a impedire ai norvegesi di ottenere il secondo posto nel gruppo H, che andò al Portogallo.
Dodicesima nel ranking FIFA del luglio 2011, la Norvegia fu inserita tra le teste di serie del sorteggio per i gironi UEFA di qualificazione al campionato del mondo 2014. La squadra, inserita in un girone con Svizzera, Islanda, Slovenia, Albania e Cipro, deluse le aspettative e si piazzò quarta, dietro svizzeri, islandesi e sloveni, con un bilancio di 3 vittorie, 3 pareggi e 4 sconfitte. Nel settembre 2013, dopo una sconfitta per 0-2 in casa contro la Svizzera, a Olsen subentrò, a girone non ancora ultimato, Per-Mathias Høgmo.
Sotto la guida di Høgmo la Norvegia centrò il terzo posto nel girone di qualificazione al campionato d'Europa 2016, dietro Italia e Croazia e davanti a Bulgaria, Azerbaigian e Malta, con 6 vittorie, un pareggio e 3 sconfitte, chiudendo a un solo punto dai croati. L'eliminazione arrivò contro l'Ungheria nel play-off (sconfitte per 0-1 in casa e per 2-1 in trasferta).
A Høgmo, dimessosi nel novembre 2016, succedette nel febbraio 2017 Lars Lagerbäck, che non riuscì a condurre la Norvegia al campionato del mondo 2018. Le speranze di qualificazione tramontarono definitivamente alla terzultima giornata, dopo una sconfitta per 6-0 in casa della Germania. La Norvegia chiuse il girone con Germania, Irlanda del Nord, Rep. Ceca, Azerbaigian e San Marino al quarto posto, con un bilancio di 4 vittorie, un pareggio e 5 sconfitte.
Il tecnico svedese guidò la Norvegia anche nella prima edizione della UEFA Nations League, dove la squadra, inserita nel girone 3 della Lega C con Bulgaria, Cipro e Slovenia, ottenne il primo posto (4 vittorie, un pareggio e una sconfitta) e la conseguente promozione in Lega B.
Nelle qualificazioni al campionato d'Europa 2020 la Norvegia, inserita in un girone complicato comprendente, tra le altre, Spagna e Svezia, si piazzò al terzo posto, ma ottenne l'accesso ai play-off tramite la vittoria del girone di UEFA Nations League. A eliminare gli scandinavi nelle semifinali degli spareggi fu la Serbia, vittoriosa dopo i tempi supplementari.
Nelle qualificazioni al campionato del mondo 2022 la lotta tra Norvegia, Paesi Bassi e Turchia per due posti si protrasse sino all'ultima giornata. All'ultimo turno i norvegesi persero contro gli olandesi per 2-0, subendo le reti nei minuti finali della partita, mentre i turchi si imposero per 2-1 contro il Montenegro rimontando lo svantaggio nel finale di gara e condannando così gli scandinavi al terzo posto e all'eliminazione.
Le eliminatorie del campionato d'Europa 2024 videro la Norvegia contrapposta ancora una volta alla quotata Spagna e anche all'ostica Scozia. Dopo un inizio negativo e una parziale ripresa con vittorie su nazionali di modesto valore, fu una nuova sconfitta contro gli spagnoli a mettere definitivamente la Norvegia fuori dai giochi. La nazionale guidata da Ståle Solbakken giunse all'ultimo turno con la certezza di non entrare nei primi due posti della classifica del girone e di non poter contare sul piazzamento in UEFA Nations League come lasciapassare per i play-off, stanti i risultati delle altre nazionali. In particolare fu la differenza reti sfavorevole rispetto alla ripescata Islanda a sancire l'eliminazione dei norvegesi.

## Colori e simboli

Esempio di kit classico della nazionale norvegese

La divisa della nazionale è tradizionalmente composta da una maglia rossa, calzoncini bianchi e calzettoni blu scuro e rispecchia i colori della bandiera norvegese. La maglia, soprattutto a partire dagli anni 90, non è monocromatica, ma presenta spesso bordini o disegni bianchi e blu scuri: il disegno più emblematico fu quello del periodo 1995-1997, quando i giocatori mostravano sul petto una croce norvegese sfumata.
In trasferta solitamente la tenuta è bianca con inserti rossi e blu scuri.
Dagli anni 1920, per circa novant'anni, le maglie della nazionale hanno portato ricamata sul petto la sola bandiera norvegese, tipicamente racchiusa in un cerchio bianco; tra gli anni 1980 e 1990 essa fu affiancata dal simbolo federale (il monogramma NFF). Nel maggio 2008 la federcalcio norvegese propose un primo rebranding, sostituendo la bandiera e il logo con uno scudetto recante l'immagine di un drago (ispirata alla mitologia vichinga); la scelta fu poco gradita dai tifosi, che protestarono fino a ottenere il ritiro del marchio. Il cambio di simbolo si è concretizzato il 12 dicembre 2014, allorché le selezioni nazionali norvegesi hanno adottato quale stemma uno scudetto con la bandiera nazionale sormontato da un cimiero costituito da due leoni dorati affrontati (mutuati dal simbolo nazionale) che reggono tra le zampe il monogramma NFF; a coronamento di tutto vi è la dicitura Norge.

## Stadio

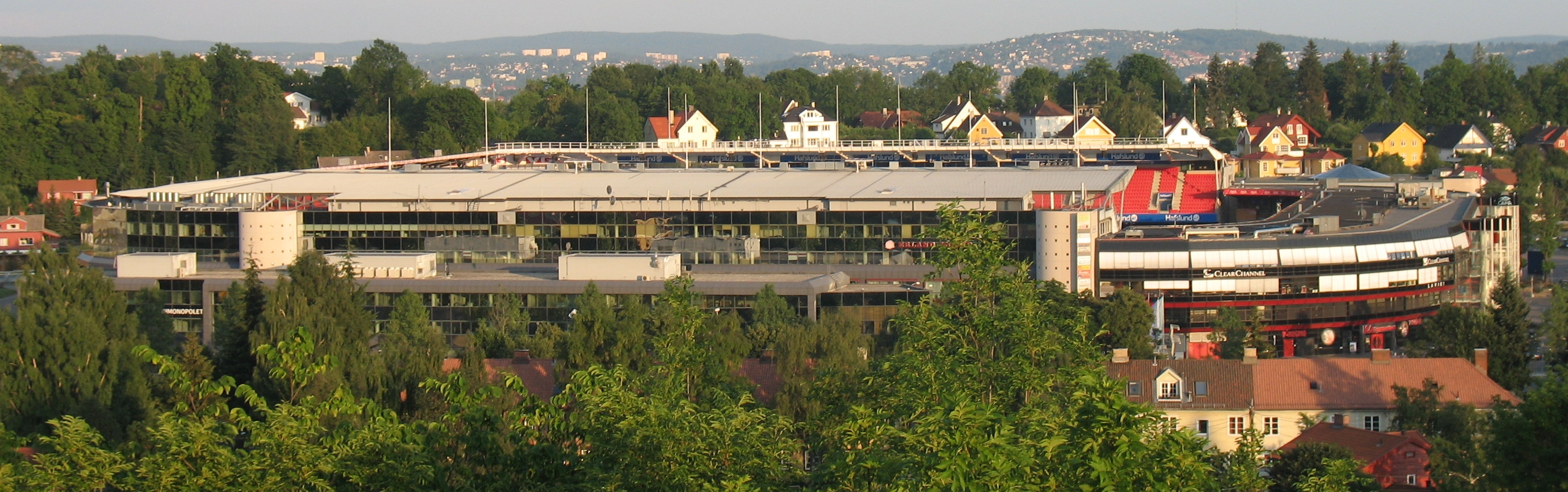
L'Ullevaal Stadion.

La nazionale norvegese disputa le partite in casa nello stadio nazionale Ullevaal Stadion di Oslo, che ha una capacità massima attuale di 25.572 posti. Il record di spettatori fu di 35 495 per una partita internazionale tra Norvegia e Spagna.
Stadio casalingo anche di vari club della capitale, l'Ullevaal è gestito dal marzo 2007 dalla Federazione calcistica della Norvegia.

## Partecipazioni ai tornei internazionali
Legenda: Grassetto: Risultato migliore, Corsivo: Mancate partecipazioni

## Statistiche dettagliate sui tornei internazionali

### Mondiali
| Anno | Luogo                    | Piazzamento      | V | N | P | Gol |
| ---- | ------------------------ | ---------------- | - | - | - | --- |
| 1930 | Uruguay                  | Non partecipante | - | - | - | -   |
| 1934 | Italia                   | Non partecipante | - | - | - | -   |
| 1938 | Francia                  | Ottavi di finale | 0 | 0 | 1 | 1:2 |
| 1950 | Brasile                  | Non partecipante | - | - | - | -   |
| 1954 | Svizzera                 | Non qualificata  | - | - | - | -   |
| 1958 | Svezia                   | Non qualificata  | - | - | - | -   |
| 1962 | Cile                     | Non qualificata  | - | - | - | -   |
| 1966 | Inghilterra              | Non qualificata  | - | - | - | -   |
| 1970 | Messico                  | Non qualificata  | - | - | - | -   |
| 1974 | Germania Ovest           | Non qualificata  | - | - | - | -   |
| 1978 | Argentina                | Non qualificata  | - | - | - | -   |
| 1982 | Spagna                   | Non qualificata  | - | - | - | -   |
| 1986 | Messico                  | Non qualificata  | - | - | - | -   |
| 1990 | Italia                   | Non qualificata  | - | - | - | -   |
| 1994 | Stati Uniti              | Primo turno      | 1 | 1 | 1 | 1:1 |
| 1998 | Francia                  | Ottavi di finale | 1 | 2 | 1 | 5:5 |
| 2002 | Corea del Sud / Giappone | Non qualificata  | - | - | - | -   |
| 2006 | Germania                 | Non qualificata  | - | - | - | -   |
| 2010 | Sudafrica                | Non qualificata  | - | - | - | -   |
| 2014 | Brasile                  | Non qualificata  | - | - | - | -   |
| 2018 | Russia                   | Non qualificata  | - | - | - | -   |
| 2022 | Qatar                    | Non qualificata  | - | - | - | -   |

### Europei
| Anno | Luogo                | Piazzamento     | V | N | P | Gol |
| ---- | -------------------- | --------------- | - | - | - | --- |
| 1960 | Francia              | Non qualificata | - | - | - | -   |
| 1964 | Spagna               | Non qualificata | - | - | - | -   |
| 1968 | Italia               | Non qualificata | - | - | - | -   |
| 1972 | Belgio               | Non qualificata | - | - | - | -   |
| 1976 | Jugoslavia           | Non qualificata | - | - | - | -   |
| 1980 | Italia               | Non qualificata | - | - | - | -   |
| 1984 | Francia              | Non qualificata | - | - | - | -   |
| 1988 | Germania Ovest       | Non qualificata | - | - | - | -   |
| 1992 | Svezia               | Non qualificata | - | - | - | -   |
| 1996 | Inghilterra          | Non qualificata | - | - | - | -   |
| 2000 | Belgio / Paesi Bassi | Primo turno     | 1 | 1 | 1 | 1:1 |
| 2004 | Portogallo           | Non qualificata | - | - | - | -   |
| 2008 | Austria / Svizzera   | Non qualificata | - | - | - | -   |
| 2012 | Polonia / Ucraina    | Non qualificata | - | - | - | -   |
| 2016 | Francia              | Non qualificata | - | - | - | -   |
| 2020 | Europa               | Non qualificata | - | - | - | -   |
| 2024 | Germania             | Non qualificata | - | - | - | -   |

### Nations League
| Anno      | Luogo       | Piazzamento  | V | N | P | Gol  |
| --------- | ----------- | ------------ | - | - | - | ---- |
| 2018-2019 | Portogallo  | 2° in Lega C | 4 | 1 | 1 | 7:2  |
| 2020-2021 | Italia      | 6° in Lega B | 3 | 1 | 2 | 12:7 |
| 2022-2023 | Paesi Bassi | 8° in Lega B | 3 | 1 | 2 | 7:7  |
| 2024-2025 | Germania    | 2° in Lega B | 4 | 1 | 1 | 15:7 |

### Olimpiadi
| Anno | Luogo     | Piazzamento      | V | N | P | Gol  |
| ---- | --------- | ---------------- | - | - | - | ---- |
| 1908 | Londra    | Non partecipante | - | - | - | -    |
| 1912 | Stoccolma | Quarti di finale | 0 | 0 | 1 | 0:7  |
| 1920 | Anversa   | Quarti di finale | 1 | 0 | 1 | 3:5  |
| 1924 | Parigi    | Non partecipante | - | - | - | -    |
| 1928 | Amsterdam | Non partecipante | - | - | - | -    |
| 1936 | Berlino   | Bronzo           | 3 | 0 | 1 | 10:4 |
| 1948 | Londra    | Non partecipante | - | - | - | -    |

## Tutte le rose

### Mondiali
Coppa del Mondo FIFA 1938P Johansen, P Kihle, P Nordby, D Amundsen, D Andersen, D Eriksen, D Holmsen, D Johannessen, D Juve, C Andreassen, C Hansen, C Henriksen, C Holmberg, C Ulleberg, A Andresen, A Brustad, A Brynildsen, A Frantzen, A Ileby, A Isaksen, A Kvammen, A Martinsen, CT: Halvorsen
Coppa del Mondo FIFA 19941 Thorstvedt, 2 Halle, 3 Johnsen, 4 Bratseth, 5 Bjørnebye, 6 Flo, 7 Mykland, 8 Leonhardsen, 9 Fjørtoft, 10 Rekdal, 11 Jakobsen, 12 Grodås, 13 By Rise, 14 Nilsen, 15 Løken, 16 Sørloth, 17 Eggen, 18 Håland, 19 Strand, 20 Berg, 21 Rushfeldt, 22 Bohinen, CT: Olsen
Coppa del Mondo FIFA 19981 Grodås, 2 Halle, 3 Johnsen, 4 Berg, 5 Bjørnebye, 6 Solbakken, 7 Mykland, 8 Leonhardsen, 9 T. Flo, 10 Rekdal, 11 Jakobsen, 12 Myhre, 13 Baardsen, 14 Heggem, 15 Eggen, 16 J. Flo, 17 H. Flo, 18 Østenstad, 19 Hoftun, 20 Solskjær, 21 Riseth, 22 Strand, CT: Olsen

### Europei
Campionato d’Europa UEFA 20001 Myhre, 2 Bergdølmo, 3 Bragstad, 4 Berg, 5 Andersen, 6 Strand, 7 Mykland, 8 Solbakken, 9 Flo, 10 Rekdal, 11 Skammelsrud, 12 Olsen, 13 M. Bakke, 14 Heggem, 15 Riise, 16 Eggen, 17 Carew, 18 Iversen, 19 E. Bakke, 20 Solskjær, 21 Riseth, 22 Bjørnebye, CT: Semb

### Giochi olimpici
Calcio ai Giochi Olimpici Estivi 1912P Clementz, P I. Pedersen, D M. Aas, D Baastad, D Due, D Skou, C Andersen, C Grubbe, C Herlofson, C Jensen, C Johansen, C Lund, A R. Aas, A Brekke, A Endrerud, A Engebretsen, A Haraldsen, A Krefting, A E. Maartmann, A R. Maartmann, A C. Pedersen, A Reinholdt, CT: Hayes
Calcio ai Giochi Olimpici Estivi 1920P Lagesen, P Wathne, D Aulie, D Johnsen, D Skou, C G. Andersen, C Graff-Wang, C Halvorsen, C Mohn, C Olsen, C Wold, A Aas, A A. Andersen, A Gundersen, A Helgesen, A Holm, A Paulsen, A Semb-Thorstvedt, A Wilhelms, CT: McPherson
Calcio ai Giochi Olimpici Estivi 1936P Gundersen, P Johansen, D Eriksen, D Holmsen, D Horn, C Henriksen, C Holmberg, C Juve, C Ulleberg, A Brustad, A Frantzen, A Hansen, A Ileby, A Isaksen, A R. Kvammen, A Martinsen, A Monsen, CT: Halvorsen
NOTA: Per le informazioni sulle rose successive al 1948 visionare la pagina della Nazionale olimpica.

## Rosa attuale
Lista dei giocatori convocati per le gare di qualificazione al campionato del mondo 2026 del 6 e 9 giugno 2025.
Presenze e reti aggiornate al 9 giugno 2025, al termine della gara contro l'Estonia.
|  | P | Ørjan Nyland             | 10 settembre 1990 | 62 | 0  | Siviglia          |  |  |
|  | P | Egil Selvik              | 30 luglio 1997    | 4  | 0  | Watford           |  |  |
|  | P | Mathias Dyngeland        | 7 ottobre 1995    | 1  | 0  | Brann             |  |  |
|  |   |                          |                   |    |    |                   |  |  |
|  | D | Kristoffer Ajer          | 17 aprile 1998    | 43 | 2  | Brentford         |  |  |
|  | D | Julian Ryerson           | 17 novembre 1997  | 34 | 1  | Borussia Dortmund |  |  |
|  | D | Leo Skiri Østigård       | 28 novembre 1999  | 31 | 1  | Hoffenheim        |  |  |
|  | D | Marcus Holmgren Pedersen | 16 luglio 2000    | 29 | 0  | Torino            |  |  |
|  | D | David Møller Wolfe       | 23 aprile 2002    | 12 | 1  | AZ Alkmaar        |  |  |
|  | D | Torbjørn Heggem          | 12 gennaio 1999   | 7  | 0  | West Bromwich     |  |  |
|  | D | Jostein Gundersen        | 2 aprile 1996     | 2  | 0  | Bodø/Glimt        |  |  |
|  | D | Colin Rösler             | 22 aprile 2000    | 1  | 0  | Malmö FF          |  |  |
|  |   |                          |                   |    |    |                   |  |  |
|  | C | Martin Ødegaard          | 17 dicembre 1998  | 65 | 3  | Arsenal           |  |  |
|  | C | Sander Berge             | 14 febbraio 1998  | 56 | 1  | Fulham            |  |  |
|  | C | Patrick Berg             | 24 novembre 1997  | 34 | 0  | Bodø/Glimt        |  |  |
|  | C | Morten Thorsby           | 5 maggio 1996     | 26 | 0  | Genoa             |  |  |
|  | C | Antonio Nusa             | 17 aprile 2005    | 15 | 5  | RB Lipsia         |  |  |
|  | C | Aron Dønnum              | 20 aprile 1998    | 13 | 2  | Tolosa            |  |  |
|  | C | Oscar Bobb               | 12 luglio 2003    | 10 | 2  | Manchester City   |  |  |
|  | C | Felix Myhre              | 1º giugno 2004    | 3  | 1  | Brann             |  |  |
|  | C | Andreas Schjelderup      | 1º giugno 2004    | 3  | 0  | Benfica           |  |  |
|  | C | Lasse Berg Johnsen       | 18 luglio 1999    | 3  | 0  | Malmö FF          |  |  |
|  | C | Thelo Aasgaard           | 2 maggio 2002     | 1  | 1  | Luton Town        |  |  |
|  |   |                          |                   |    |    |                   |  |  |
|  | A | Alexander Sørloth        | 5 dicembre 1995   | 63 | 24 | Atlético Madrid   |  |  |
|  | A | Erling Haaland           | 21 luglio 2000    | 43 | 42 | Manchester City   |  |  |
|  | A | Jørgen Strand Larsen     | 6 febbraio 2000   | 21 | 3  | Wolverhampton     |  |  |

## Record individuali
Statistiche aggiornate al 9 giugno 2025.
- I giocatori in grassetto sono ancora in attività in nazionale.

### Record presenze
| Pos. | Giocatore             | Presenze | Reti | Periodo   |
| ---- | --------------------- | -------- | ---- | --------- |
| 1    | John Arne Riise       | 110      | 16   | 2000-2013 |
| 2    | Thorbjørn Svenssen    | 104      | 0    | 1947-1962 |
| 3    | Henning Berg          | 100      | 9    | 1992-2004 |
| 4    | Erik Thorstvedt       | 97       | 0    | 1982-1996 |
| 5    | John Carew            | 91       | 24   | 1998-2011 |
| 5    | Brede Hangeland       | 91       | 4    | 2002-2014 |
| 7    | Øyvind Leonhardsen    | 86       | 19   | 1990-2003 |
| 8    | Kjetil Rekdal         | 83       | 17   | 1987-2000 |
| 8    | Morten Gamst Pedersen | 83       | 17   | 2004-2014 |
| 10   | Steffen Iversen       | 79       | 21   | 1998-2011 |

### Record reti
| Pos. | Giocatore           | Reti | Presenze | Periodo   |
| ---- | ------------------- | ---- | -------- | --------- |
| 1    | Erling Haaland      | 42   | 43       | 2019-     |
| 2    | Jørgen Juve         | 33   | 45       | 1928-1937 |
| 3    | Einar Gundersen     | 26   | 33       | 1917-1928 |
| 4    | Harald Hennum       | 25   | 43       | 1949-1960 |
| 5    | John Carew          | 24   | 91       | 1998-2011 |
| 5    | Alexander Sørloth   | 24   | 63       | 2016-     |
| 7    | Ole Gunnar Solskjær | 23   | 67       | 1995-2007 |
| 7    | Tore André Flo      | 23   | 76       | 1995-2004 |
| 9    | Gunnar Thoresen     | 22   | 64       | 1946-1959 |
| 10   | Steffen Iversen     | 21   | 79       | 1998-2011 |

## Commissari tecnici
| CT                                       | Periodo   |
| ---------------------------------------- | --------- |
| Willibald Hahn                           | 1953-1955 |
| Ron Lewin                                | 1956-1957 |
| Edmund Majowski                          | 1958      |
| Ragnar Nikolai Larsen                    | 1958      |
| Kristian Henriksen                       | 1959      |
| Wilhelm Kment                            | 1960-1962 |
| Ragnar Nikolai Larsen                    | 1962-1966 |
| Wilhelm Kment                            | 1967-1969 |
| Øivind Johannessen                       | 1970-1971 |
| George Curtis                            | 1972-1974 |
| Kjell Schou-Andreassen e Nils Arne Eggen | 1975-1977 |
| Tor Røste Fossen                         | 1978-1987 |
| Tord Grip                                | 1987-1988 |
| Ingvar Stadheim                          | 1988-1990 |
| Egil Olsen                               | 1990-1998 |
| Nils Johan Semb                          | 1998-2003 |
| Åge Hareide                              | 2004-2008 |
| Egil Olsen                               | 2009-2013 |
| Per-Mathias Høgmo                        | 2013-2016 |
| Lars Lagerbäck                           | 2017-2020 |
| Ståle Solbakken                          | 2020-     |